# ペルーの歴史
この項目では、ペルー共和国の歴史について述べる。

現在のペルーに相当する地域は先コロンブス期のアメリカ大陸で最も高度な文明が発達した地域であり、知られているものだけでも、チャビン文化（チャビン・デ・ワンタル）、ワリ文化とティワナク文化（ワリ帝国、中期ホライズン）、シカン文化、チムー文化（チムー王国）などが考古学的に発掘されている。15世紀にそれらの諸文化を綜合する存在として現れたタワンティン・スウユ、あるいは後世インカ帝国と呼ばれることになる国家は当時の地球上最大級の国家として繁栄した。1533年にタワンティン・スウユがスペイン人の征服者、フランシスコ・ピサロによって滅ぼされた後、スペインの領土となったアンデス山脈一帯はペルー副王領として再編され、リマは南アメリカの西半分を統括した副王領の中心地となったが、植民地時代を通して現在のペルーに相当する地域は徐々に周辺地域と比べた衰退が明らかになっていった。

1821年に独立を宣言し、1824年に独立を達成したものの、その後も内政は安定せず、1879年から1883年まで続いた太平洋戦争ではチリに敗北し、南部の領土を割譲した。20世紀に入ってからも内政は安定せず、経済的にも社会的にも低開発な状態に留まり、1968年の軍事クーデターによって成立したベラスコ将軍の軍事革命政権によって実施された一連の社会改革も、ペルー社会に肯定的な影響を及ぼすことはできなかった。1980年の民政移管後には深刻な社会不安と経済危機に見舞われ、左翼ゲリラと政府の間で内戦に陥っている。また、1941年からペルーはエクアドルとアマゾン川流域の低地を巡って数次に及ぶ国境紛争を繰り広げ、1998年に最終的にこの紛争に勝利して広大な領土を併合している。

## 先コロンブス期

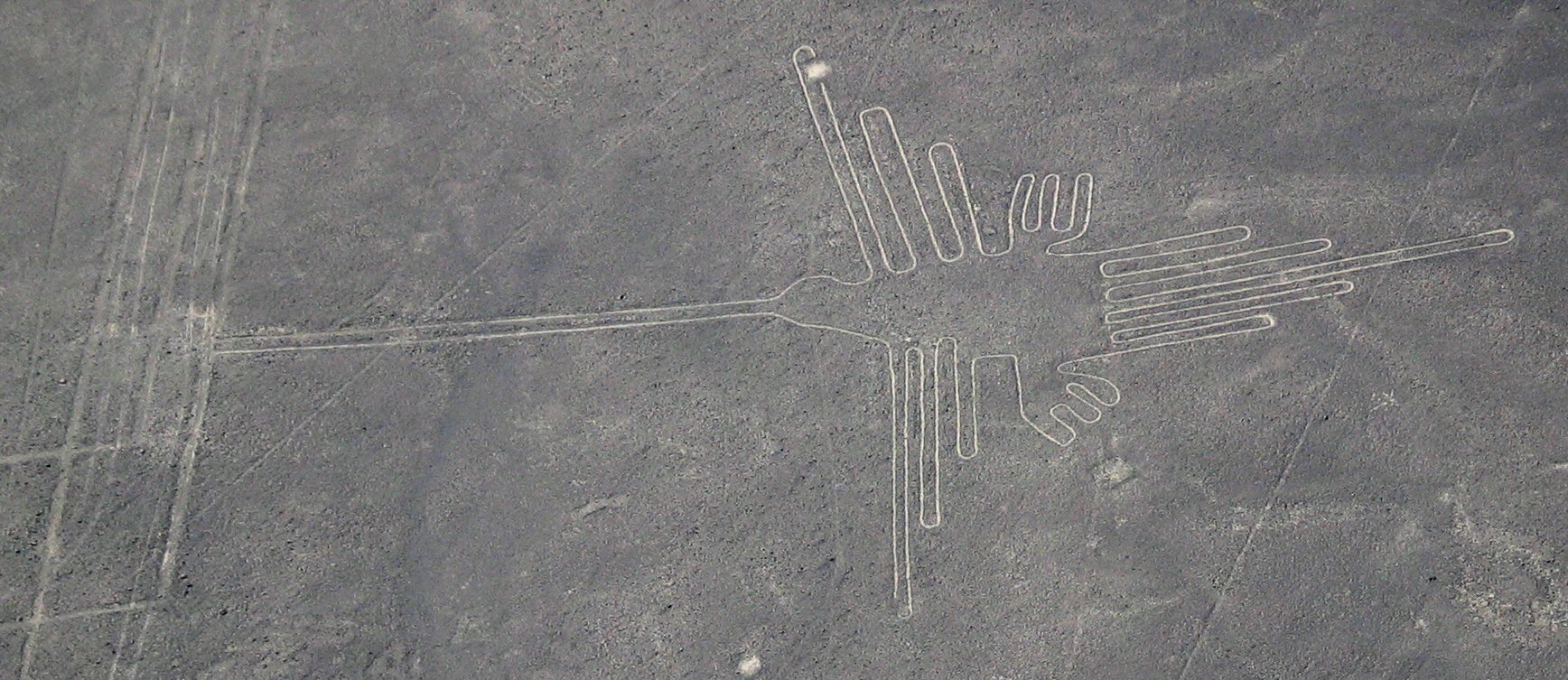
ナスカの地上絵。

B.C.1000頃～B.C.200頃、アンデス山脈全域にネコ科動物や蛇、コンドルなどを神格化したチャビン文化が繁栄する。その後、コスタ北部にモチェ文化がA.D.100頃～A.D.700頃、現トルヒーヨ市郊外に「太陽のワカ」「月のワカ」を築き、コスタ南部では、A.D.1頃～A.D.600頃に、信仰や農耕のための地上絵を描いたナスカ文化が繁栄した。
紀元800年頃、シエラ南部のアヤクーチョ盆地にワリ文化が興隆した。ティワナクの宗教の影響を強く受けた文化であったと考えられ、土器や織物に地域色は見られるものの統一されたテーマが描かれること、いわゆるインカ道の先駆となる道路が整備されたこと、四辺形を組み合わせた幾何学的な都市の建設などからワリ帝国説が唱えられるほどアンデス全域に広がりをみせ、1000年頃まで続いたと考えられる。コスタ北部のランバイエケ地方には、金やトゥンバガ製の豪華な仮面で知られるシカン文化がワリ文化の終わり頃に重なって興隆した。
その後、コスタ北部にはチムー王国が建国され、勢力を拡大した。首都チャン・チャンの人口は25,000人を越え、王の代替わりごとに王宮が建設されたと思われる。

## タワンティン・スウユの繁栄と滅亡（1438年-1533年）

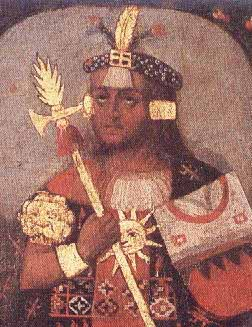
第9代インカパチャクテク。

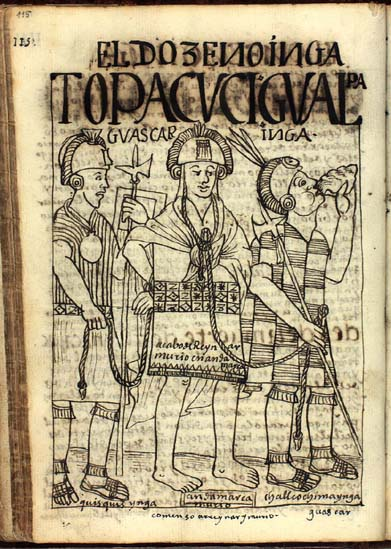
クスコの皇帝ワスカル。

15世紀になりクスコ周辺の南部の山岳地帯が、1438年に即位したケチュア族の王パチャクテクによって軍事的に統一されると、以降は征服戦争を繰り広げて急速に勢力を拡大してきた、ケチュア族によるタワンティン・スウユ（インカ帝国）によってペルー、及び周辺のアンデス地域は統合された。続くトゥパク・インカ・ユパンキの代になると、チムー王国も1476年頃に征服されて、その支配体制に組み込まれた。続くワイナ・カパックの征服によりアンデス北部にも進出し、アンデス北部最大の都市だったキトを征服することになる。またワイナ・カパックはマプーチェ族と戦ってチリの現サンティアゴ・デ・チレ周辺までと、アルゼンチン北西部を征服し、ユパンキの代から続いていた征服事業を完成させ、コジャ・スウユ（ケチュア語: Colla Suyo、「南州」）の領域を拡大させると共にインカ帝国の最大版図を築いた。

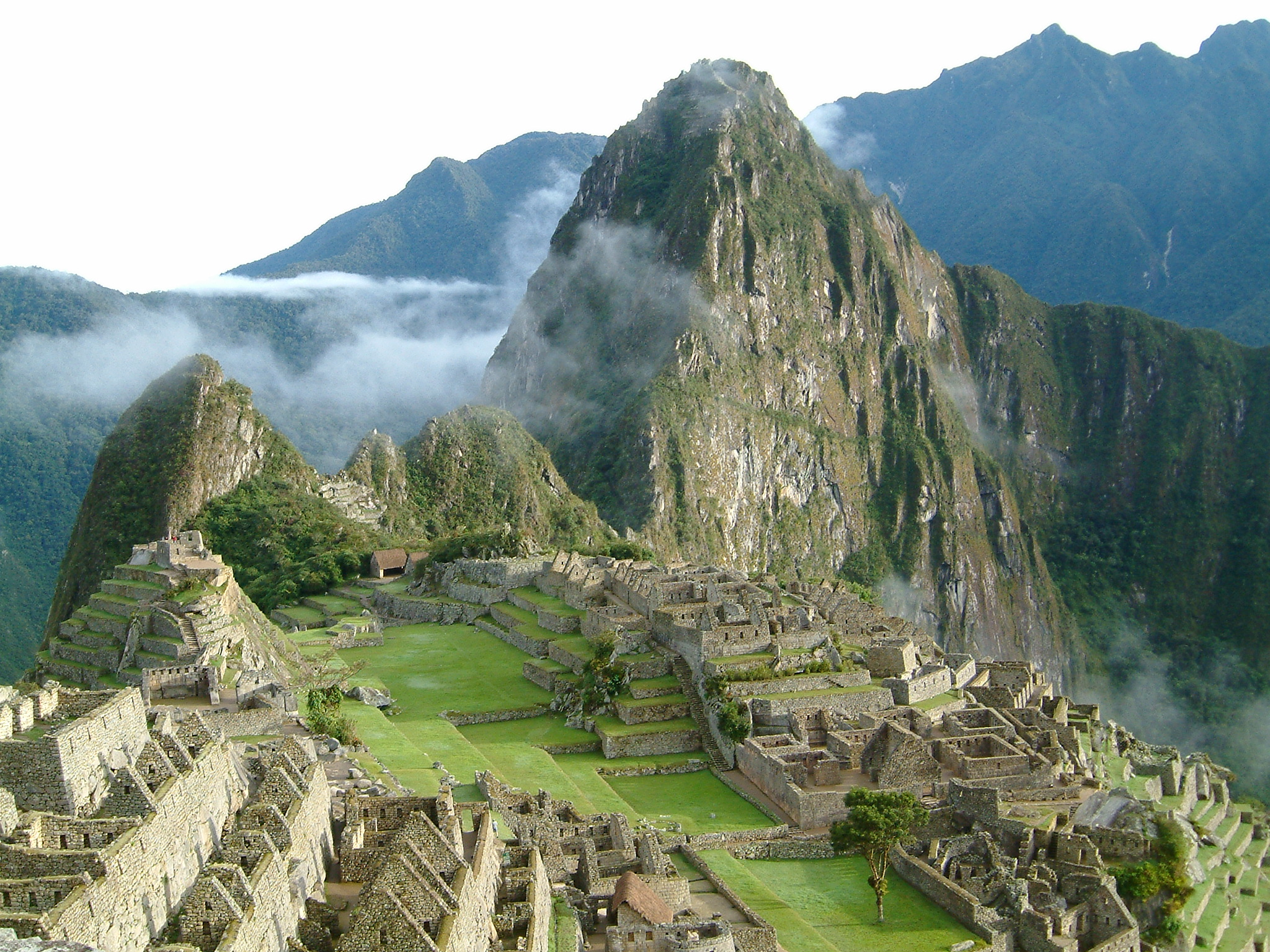
「インカ帝国の失われた都市」、マチュ・ピチュ。

インカ帝国はクスコを首都とし、現ボリビアのアイマラ族の諸王国や、チリ北部から中部まで、キトを始めとする現エクアドルの全域、現アルゼンチン北西部を征服し、その威勢は現コロンビア南部にまで轟いていた。インカ帝国は幾つかの点で非常に古代エジプトの諸王国に似ており、クスコのサパ・インカを中心にして1200万人を越える人間が自活できるシステムが整えられていた。インカ帝国はそれまでのアンデス文明の集大成であり、文字を持たなかった文明であったものの、キープと呼ばれた縄によって数の管理がなされ、巨石建築には非常に高度な技術が用いられていた。
帝国は16世紀初め頃まで栄えていたが、1492年にジェノヴァ人の航海者クリストーバル・コロンがアメリカ大陸に到達し、パナマ地峡が1501年にスペイン人のロドリーゴ・デ・バスティーダスによって征服されると、パナマ地峡から南にもたらされたヨーロッパの疫病が帝国内でも流行し、ワイナ・カパックがこの疫病によって病死した。その後帝位継承などの重大な問題を巡ってキト派のアタワルパと、クスコ派のワスカルの二人の皇子の間で激しい内戦が繰り広げられた。
内戦はアタワルパの勝利に終わったが、内戦の疲弊の最中に、パナマ市から南米大陸の太平洋側を南下して遠征してきたフランシスコ・ピサロ率いるスペイン人が、コスタ北部の旧チムー王国の領域に上陸した。ピサロは偵察後、すぐにスペインに戻って国王カルロス1世に自らをペルー総督に任命させ、インカ帝国を侵略することを決めた。1531年1月に180人の征服者達がパナマを出帆した。
イタリア戦争で少数部隊戦闘の経験を積んでいた征服者達は1532年11月16日にカハマルカの戦いで第13代皇帝アタワルパを捕らえ、莫大な身代金を取った後に絞首刑にした。スペイン人は1533年11月15日にクスコを征服し、アンデスを支配していた帝国としてのインカ帝国は崩壊した。ピサロは1534年にスペイン式の都市としてクスコ市とリマ市を建設すると、以降このコスタの都市が、それまで繁栄していたクスコに代わってペルーの中心となった。征服以後南北アメリカ大陸の住民は、スペイン人によってインディオ（当時のスペイン語で「インド人」の意）と呼ばれるようになった。

## ペルーの征服とビルカバンバのインカ政権（1533年-1572年）

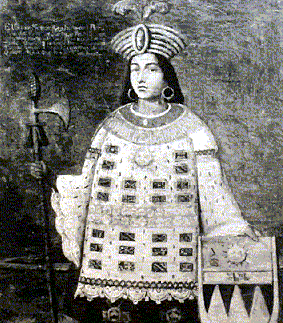
最後のインカ、トゥパク・アマルー。1572年の彼の処刑によってインカ帝国は完全に滅亡したが、現在もペルー人の精神の中に自らの歴史として残り続けている。

ピサロは旧ワスカル派のマンコ2世をインカ皇帝の位に就けたが、マンコ2世はスペインの傀儡であることを良しとせずにクスコを脱出してインカ人を動員し、街を包囲した。しかし、農繁期が来たために包囲は解かれ、折しも成果をあげることなくチリ遠征から帰還したディエゴ・デ・アルマグロによって、クスコは再征服されたのであった。クスコは1538年にフランシスコ・ピサロの異母弟のエルナンド・ピサロによって攻略され、アルマグロは処刑された。この事件がきっかけとなり、フランシスコ・ピサロはアルマグロ派によって暗殺されたが、新総督のバカ・デ・カストロが派遣され、アルマグロ派のスペイン国王への反逆罪を理由に総督バカがピサロ派についたために、国王を味方に得たピサロ派はアルマグロ派を打ち破り、ペルーの支配権を確立したかに見えた。しかし、国王カルロス1世が1542年にエンコミエンダを一代限りの財産にすることを定めたインディアス新法を制定したがために、財産を奪われることを恐れたピサロ派はゴンサロ・ピサロを擁立して、国王に対する反乱を起こした。反乱は成功したかに思われたが、新総督ガスカはエンコミエンダの保障を取引材料にしてピサロ派を切り崩し、ゴンサロ・ピサロを破った。それまでスペイン人征服者のエンコミエンダはピサロによって与えられたものであったが、この抗争の解決にあたって1549年にエンコミエンダの再配分が王権によってなされたことにより、ペルーにおけるスペイン王権の支配が確立した。
一方、クスコ包囲を解いたマンコ2世はオリャンタイタンボに撤退し、そこに新たなインカ政権を築いたが、マンコ2世はスペイン人との戦いのためにさらに奥地のビルカバンバに撤退した。マンコ2世は1545年に死去し、その後ビルカバンバ政権とスペイン人との間では宥和政策が続いたが、1571年に即位したトゥパク・アマルーは主戦論を採り、当時のペルー副王フランシスコ・デ・トレドも同様だったがために、スペイン人に敗れて捕らえられたトゥパク・アマルーは1572年9月24日にクスコの広場で斬首され、インカ帝国はその歴史の幕を閉じた。

## スペイン植民地時代（1542年-1824年）

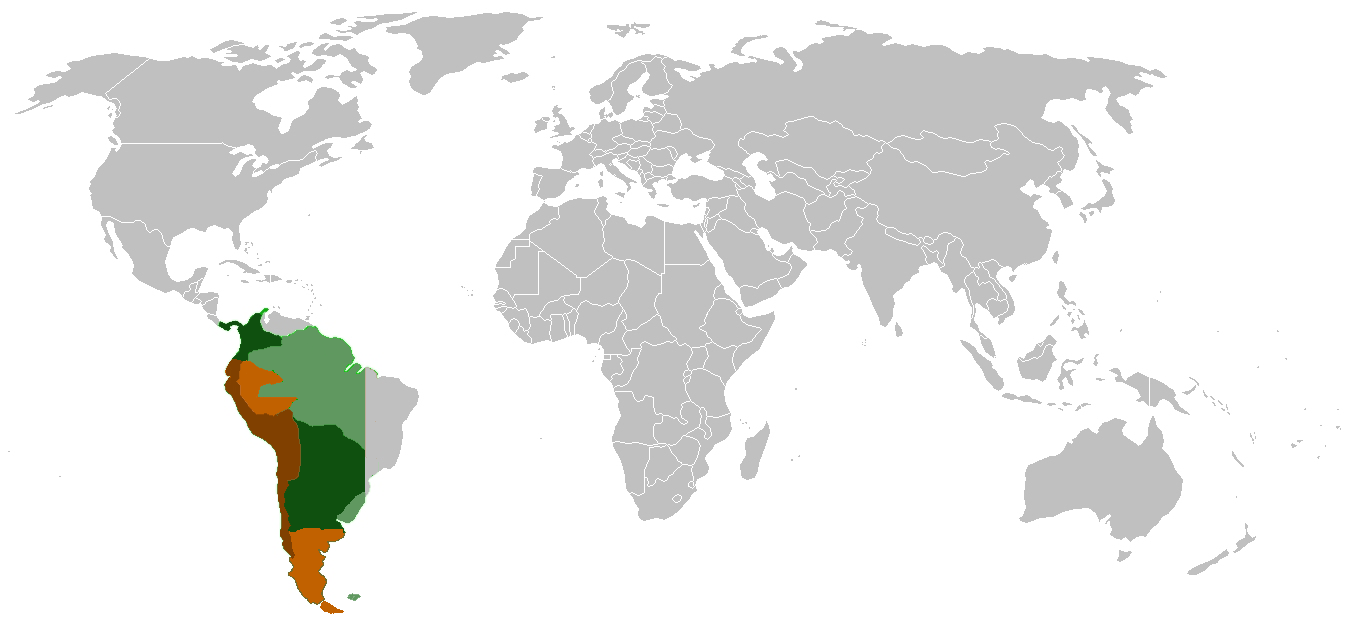
ペルー副王領の領域変遷図。

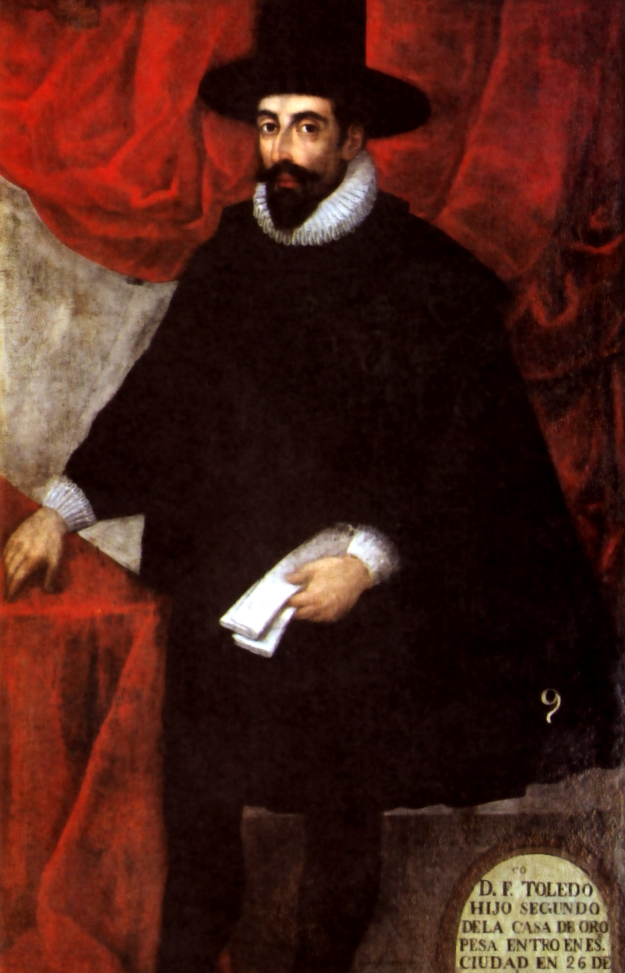
ペルー副王領の官僚機構を整備した第五代副王、フランシスコ・デ・トレド。

スペイン植民地下のペルーには、1542年にペルー副王領が設立され、行政の中心地はアンデス山脈中のクスコから、太平洋沿岸のリマに移された。リマはスペインの南アメリカ支配の本拠地として栄え、1550年にはサン・マルコス大学が建設された。征服の時代にはエンコミエンダを割り当てられた征服者（エンコメンデーロ）による気ままな支配が行われていたが、アルト・ペルーがスペイン王の植民地としての制度を整えた頃から、エンコメンデーロを排斥するため、国王によって任命された任期5年のコレヒドール（地方行政官）と、コレヒドールによって使役されるインディオのカシーケ（首長）による支配体制が確立された。しかし、コレヒドールの給与は生活を送るには低すぎたために、多くのコレヒドールはレパルティミエント（商品強制分配）を利用してインディオに商品を不当な価格で売買し、私財を蓄えることを常とした。このことはインディオの怨嗟を招くと同時に植民地行政の腐敗の温床となった。植民地時代を通してコレヒドールはレパルティミエントによる搾取のみならず、ミタ制と呼ばれるカシーケを通じたインディオ共同体への賦役、貢納を要請し、特に3世紀の間に800万人の死者を出したポトシ銀山を始めとする鉱山でのミタは、多くのインディオ共同体に甚大な被害を与えた。コレヒドール制やミタ制の導入といった植民地支配のための官僚機構の整備は、1569年から1581年まで着任したペルー副王フランシスコ・デ・トレドの統治によって完成された。アメリカ大陸の住民の征服と、それに伴う数多の犯罪行為を思想的に正当化するために、キリスト教カトリック教会がスペインの精神的な支柱の役割を果たしたため、1546年にはリマに大司教座が設置され、ドミニコ会、フランシスコ会、メルセー会、イエズス会などの修道会がインディオへのカトリックの布教を大々的に進めた。この他にもトレドはインディオを強制集住させてレドゥクシオンと呼ばれる人口村落を各地に築きあげたが、レドゥクシオン政策は早期に失敗し、流浪するインディオが現れるようになった。
ポトシ鉱山は1545年に現ボリビア多民族国の南部に当たる地域に発見されたが、その豊富な銀を採掘するために副王トレドの改革によって定められたミタ制により、多くのインディオがティティカカ湖周辺やクスコから集められ、奴隷労働に従事させられた。インディオはこの鉱山のミタを恐れ、共同体を離脱するなどの手段によってミタを逃れるものも少なくなかった。トレドは1572年に水銀アマルガム法を導入して銀生産量を上げ、インディオの過酷な労働によって採掘された南アメリカ原産の銀は、戦争によって逼迫したフェリペ2世期のスペインの財政を大いに助けた。ポトシ銀山での強制労働によってどれだけの人口減があったかは定かではないが、一説には3世紀で800万人が命を落としたとも主張され、少なくともインカ帝国時代に1000万人を越えていた人口が、1570年に274万人にまで落ち込み、1796年のペルーでは108万人になったとのH.F.ドビンズの推計が存在する。ポトシの富は人間を集め、16世紀中に人口16万人を擁する、当時のロンドンよりも大きい西半球最大の都市となった。こうして採掘された銀は一通り副王領を循環して銀を中心とした植民地経済の形成が行われた後に、パナマやカルタヘナ・デ・インディアスを通してスペインに送られ、スペイン国内での産業を産み出すことなく、王室や貴族の間での浪費やカトリック信仰防衛のための対外戦争の戦費のために使われた。このようにしてスペインに流出した銀は、スペインからオランダ、イングランド、フランスなどに流出し、ヨーロッパの価格革命を支える原動力となった。更にこの銀はヌエバ・エスパーニャ副王領（現在のメキシコ）にまで流入し、メキシコ商人が主導したメキシコのアカプルコとフィリピンのマニラを結ぶガレオン貿易に際して、清（中国）の製品を購入してイスパノアメリカにもたらすために決済され、結果的にアジアにまで流出していたのである。
物流の進展に伴って人の移動もまた加速した。農業ではアシエンダ制が発展し、教会や一般スペイン人に土地を奪われたインディオは、農園でも奴隷労働力として酷使された。アフリカからも黒人奴隷が導入され、黒人奴隷は海岸地方（コスタ）の砂糖プランテーションの労働力となった。こうした複雑な要因が積み重なった結果、18世紀までにペルーでも多くのラテンアメリカ諸国と同様にクリオーリョ（現地生まれの白人）が大多数のインディオ、メスティーソ、黒人を支配するピラミッド構造の上に、ペニンスラール（本国から派遣されたスペイン人）の役人が君臨する社会体制が築かれた。そしてこのような植民地支配に対して、インディオやメスティーソや一部のクリオーリョは、インカ王権にアイデンティティを求めて反乱を繰り返した。1730年のコチャバンバでのアレホ・カラタユーの反乱、1739年のオルロでのインカ王の子孫を名乗ったクリオーリョのフアン・ベレス・デ・コルドバの反乱、1742年のアンデス山脈東嶺セルバでのフアン・サントス・アタワルパの反乱などが主なものであり、これらの反乱はいずれも鎮圧されたが、1780年に起こったトゥパク・アマルー2世の大反乱の先駆となった。これらの反乱の背景には、17世紀にインカ皇帝の子孫だったメスティーソのインカ・ガルシラーソ・デ・ラ・ベーガの著書、『インカ皇統記』によって神聖化されたインカ王権のイメージの影響があったとされており、「インカ・ナショナリズム」と名付けられるこの思想潮流は白人をも含む多くの現地エリートを惹きつけていた。

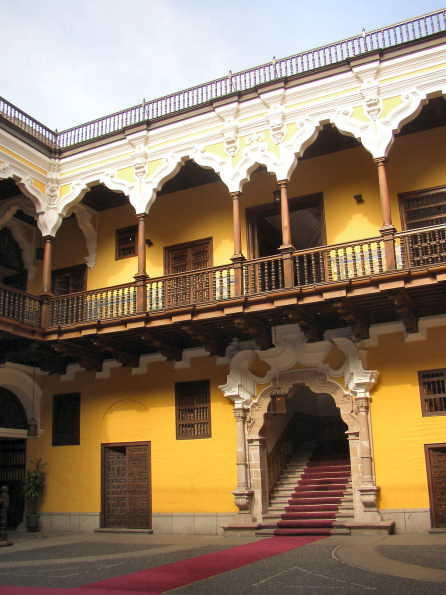
18世紀に建設されたリマのトーレ・タグレ宮殿。

1717年にペルー副王領からボゴタを主都にパナマ、カラカス、キトを含む地域が、イギリスの攻撃に備えることを目的にヌエバ・グラナダ副王領として分離された。ヌエバ・グラナダ副王領は一旦廃止されたものの、1739年に復活した。ペルーの衰退は、それまで貿易特権により、リマ商人とパナマ地峡を経由してヨーロッパとの貿易を行う必要があったブエノスアイレスやチリ、ベネズエラなどのペルー副王領内の周辺的な地域が、ヨーロッパとの直接交易が可能になった1748年以降相対的に進行して行った。植民地時代のリマでは都市文化が栄えており、特に1761年から1776年まで着任した副王アマトはリマの市街地整備や演劇の振興に尽力した。
1759年に即位したスペイン王カルロス3世は衰退を迎えていたスペイン帝国の復興のために、1776年にボルボン改革を実施し、その一環として植民地の再編を図った。1776年にはポルトガル領ブラジルからラ・プラタ地域（現在のアルゼンチン・ウルグアイ・パラグアイ）を防衛するためにリオ・デ・ラ・プラタ副王領がペルー副王領から分離され、リオ・デ・ラ・プラタ副王領にはアルト・ペルーもが編入された。リオ・デ・ラ・プラタ副王領は以降リマを介さずに、副王領の主都となったブエノスアイレスから直接ヨーロッパと貿易を行うようになった。その他にも新税の導入や、レパルティミエントの腐敗を一掃するためにコレヒドール制に代わってインテンデンテ制が導入されたが、ペニンスラールを中心に据えた改革はクリオーリョからインディオまで多くの植民地人に大きな不満をもたらした。植民地人がボルボン改革に不満を抱く中、1780年にトゥパク・アマルーの子孫だった運送業者のホセ・ガブリエル・コンドルカンキはトゥパク・アマルー2世を名乗り、インディオやメスティーソを動員してクリオーリョ支配層に対する反抗とスペイン王への忠誠を名目に反乱を起こした。ホセ・ガブリエル・コンドルカンキはミタ制、レパルティミエント、ボルボン改革による新税の廃止などを掲げており、当初反乱は白人も含んだ大衆反乱だったが、次第に貧困層のインディオを主体とした反乱軍がスペイン王治下の改革から理想化されたインカ帝国の復興に目標を変え、その過程の中で白人に対する暴行、殺害が相次ぐようになると、当初協力的だった白人の支持も次第に失い、トゥパク・アマルー2世は部下の裏切りにより捕らえられ、先祖と同様にクスコの広場で処刑された。1781年にはアルト・ペルーでもトゥパク・アマルー2世に呼応したトゥパク・カタリが反乱を起こし、二度に渡ってラパスを包囲したが、白人層やカトリック教会への苛烈な態度によって彼等の支持を得ることができず、カシーケの支持もなかったために同年捕えられて処刑された。これらの反乱は全て失敗に終わったものの、スペイン王室によるペルー副王領支配を大きく揺るがせ、後のペルー喪失の遠因となった。

## 独立戦争（1810年-1824年）

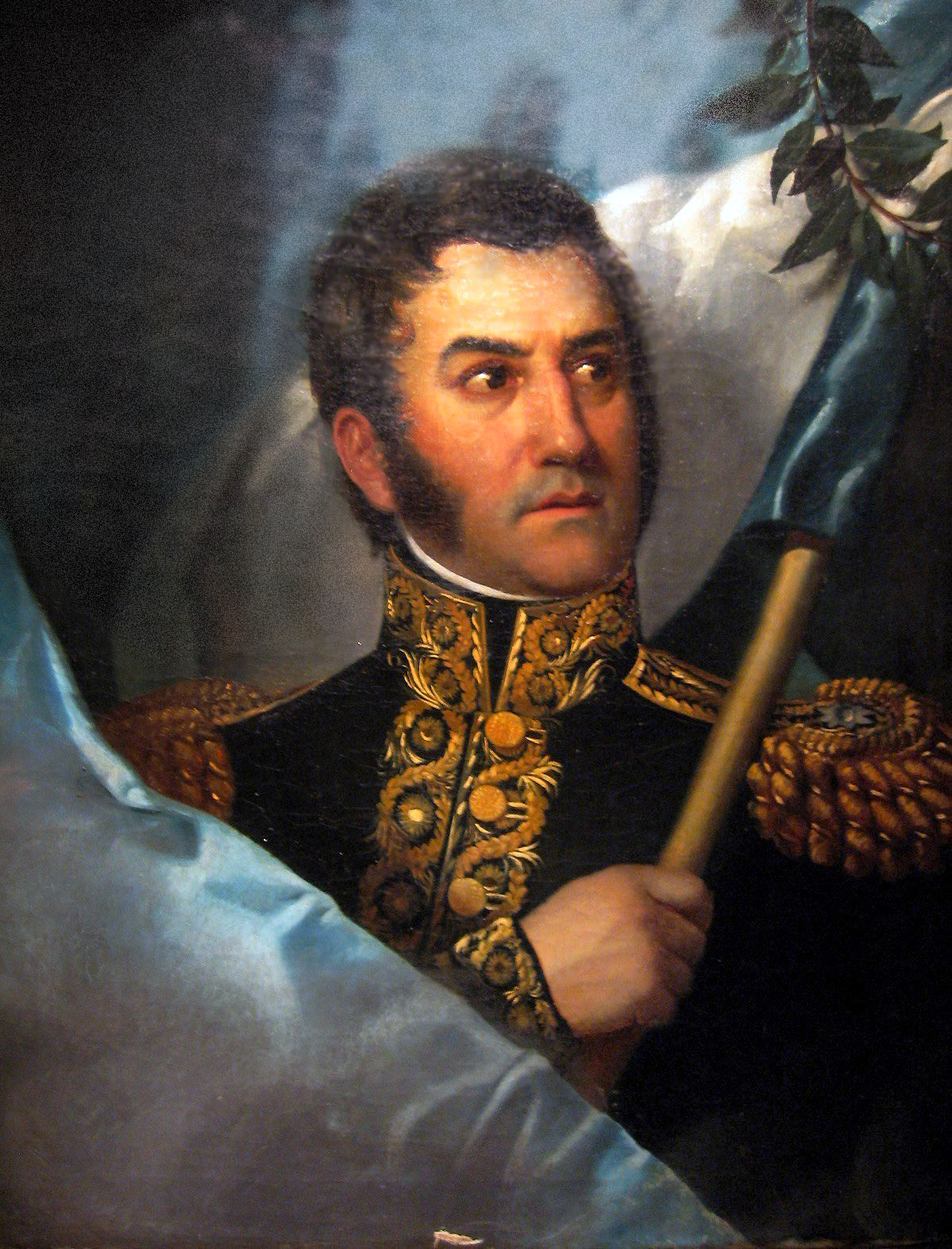
アルゼンチン、チリ、ペルーの解放者、ホセ・デ・サン・マルティン。

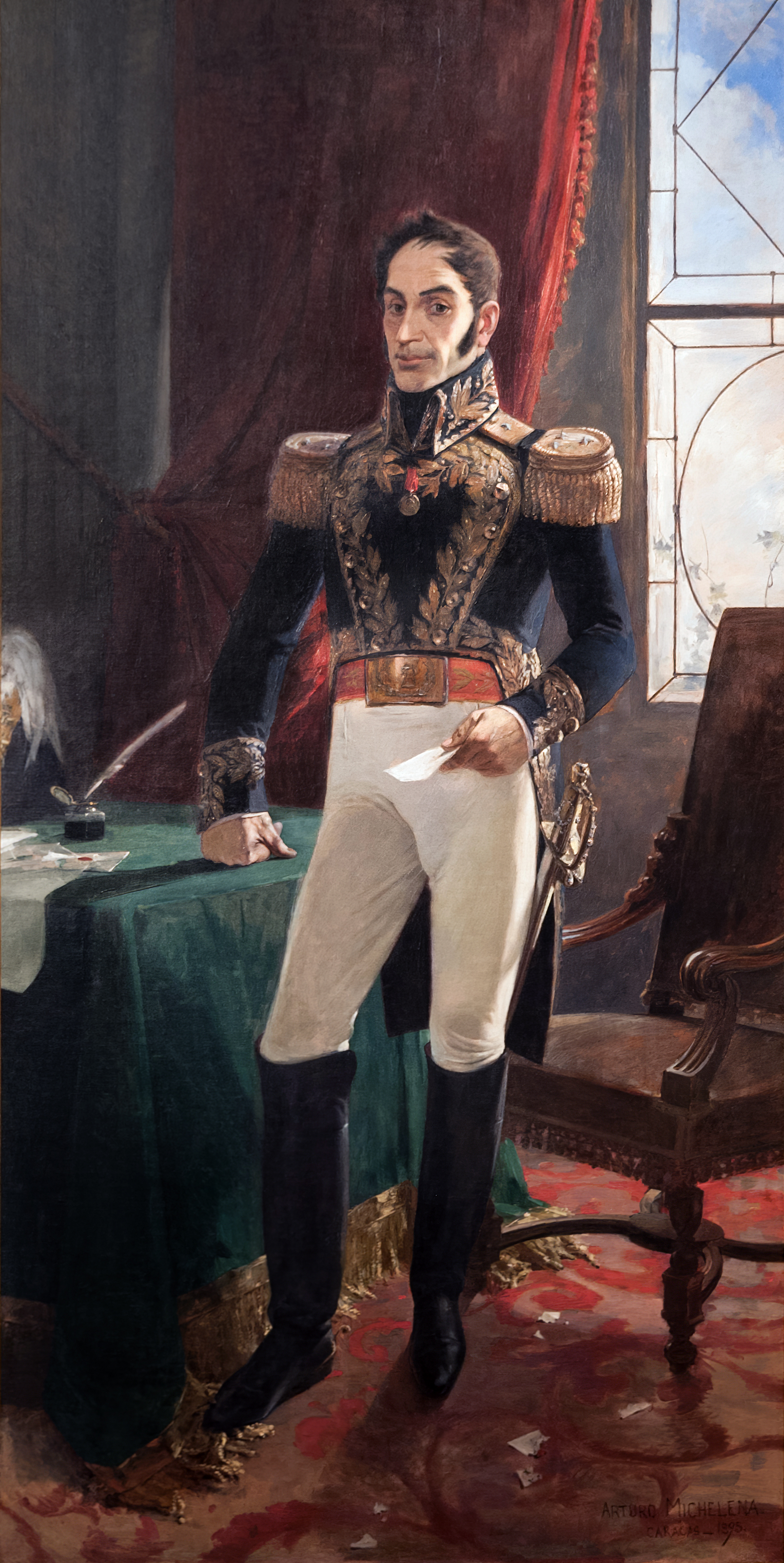
アメリカ大陸の解放者、シモン・ボリーバル。

19世紀に入り、ナポレオン戦争によるヨーロッパでの政変によって、スペイン本国でフランス帝国軍の軍事力を背景にフェルナンド7世が廃位され、皇帝ナポレオンの兄のジョゼフがホセ1世として国王に即位すると、インディアス植民地は偽王への忠誠を拒否し、キト、ラパス、カラカス、ブエノスアイレス、ボゴタ、サンティアゴ・デ・チレなど各地でクリオーリョによる自治運動が進んだ。しかしペルーでは、ペルーのクリオーリョが、インディオ大衆による社会革命と化したトゥパク・アマルー2世の反乱の恐怖を忘れることが出来なかったために自治運動は進展しなかった。この情勢を幸いとしてペルー副王フェルナンド・アバスカルは、自治派クリオーリョが実権を握っていたアルト・ペルーのラパス、キト、チリのサンティアゴ・デ・チレに遠征軍を送り、在地のクリオーリョの自治政府を鎮圧した。ペドロ・ドミンゴ・ムリーリョの反乱が鎮圧された後、アルト・ペルーは再びリオ・デ・ラ・プラタ副王領からペルー副王領に編入され、1810年5月25日の五月革命によってポルテーニョが自治政府を樹立したブエノスアイレスは、マヌエル・ベルグラーノ将軍を差し向けてアルト・ペルーを解放しようとしたが、アバスカルはこの解放軍による攻撃をも乗り切った。1814年にクスコからマテオ・ガルシア・プマカワが蜂起し、しばらくシエラの主要部を占領したが、プマカワも敗れ、ペルーは外来勢力の二人の英雄に解放される形で独立を果たすことになった。

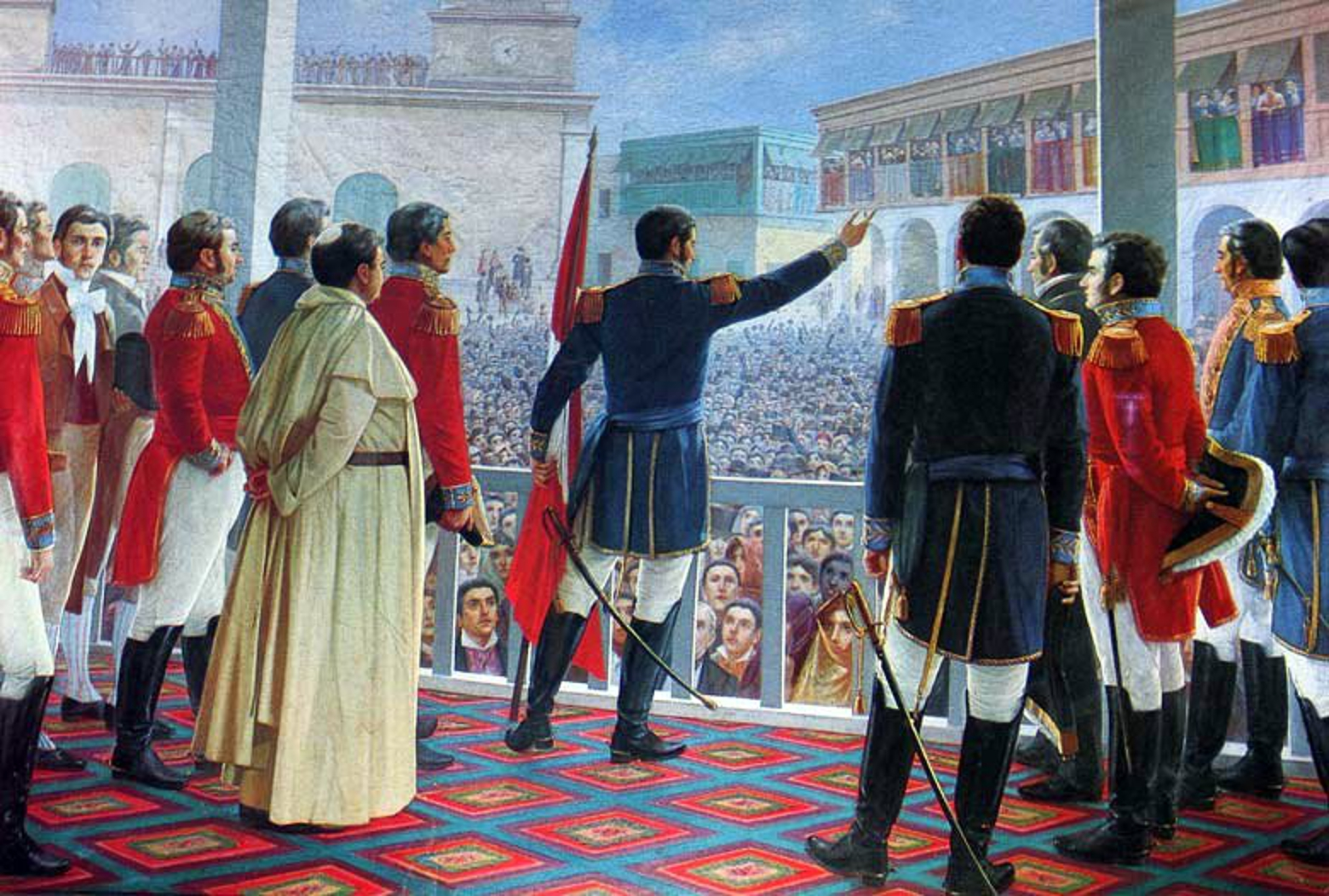
ホセ・デ・サン・マルティンの独立宣言（1821年）。

1816年に独立したリオ・デ・ラ・プラタ連合州（現在のアルゼンチン）はペルーからスペイン軍を追い出すことが自国の独立を保証すると考え、ホセ・デ・サン・マルティン将軍はこの構想の下にまずアンデスを越えてチリを解放し、チリから海路でリマを攻略することを決定した。サン＝マルティン率いる解放軍がリマを解放すると、1821年7月28日にペルーはサン・マルティンの指導の下で独立を宣言したが、副王政府は植民地支配に固執し、シエラに逃れて抵抗を続けた。しかし、間もなくサン・マルティンのペルー統治がリマ寡頭支配層間の内紛で行き詰ったため、1822年7月26日にサン・マルティンは、北のベネズエラからコロンビア共和国の解放軍を率いた解放者シモン・ボリーバルとグアヤキルで会談し、この会談によってボリーバルはサン＝マルティンからペルー、アルト・ペルーの解放戦争を引き継いだ。1824年8月6日にフニンの戦いでボリーバルはスペイン軍に勝利すると、ボリーバルはリマを再々解放し、一方分遣隊を率いたアントニオ・ホセ・デ・スクレが12月9日にアヤクーチョの戦いでペルー副王ホセ・デ・ラ・セルナ を撃破し、ここでペルーは事実上の独立を果たした。1826年1月23日にはカヤオ要塞に籠ったスペイン軍の残党も降伏し、ペルーからスペイン勢力は一掃された。こうしてペルーは長く続いたスペインの支配からようやく独立を果たしたのである。
しかし、政治的な主権の獲得が、直ちにインディオ、メスティーソ、黒人、そして女性といった人々の平等と尊厳の獲得に繋がったわけではなかった。独立時の戦いにより財政は疲弊し、農業も鉱業も荒廃しきっており、奴隷制は完全に廃止されず、1826年のペルーの人口約150万人のうち、148,000人と一割にすぎない白人の、さらに男性のみが、以降百数十年以上ペルーの国政を動かすのであった。

## カウディーリョの時代（1824年-1884年）

ペルー・ボリビア連合の国旗。

独立後のペルーの政治はやはり多くのラテンアメリカ諸国と同じくカウディーリョ（地方に依拠する軍事指導者）の政治となり、1846年まで各地でカウディーリョ間の私闘が続いた。その中でも特に有力だったのはアヤクーチョの戦いでスクレと共に戦ったホセ・デ・ラ・マール、アグスティン・ガマーラ、アンドレス・デ・サンタ・クルスの三人であった。一方ボリビア共和国（ボリーバルの共和国）の事実上の初代大統領はベネズエラ人でボリーバル派のスクレだった。ラ・マールとガマーラは強硬な反ボリーバル派であり、大コロンビアやボリビアのスクレ政権と敵対し、周辺国との戦争に明け暮れた。1828年にラ・マール政権はグアヤキル（現エクアドル最大の港湾都市）を要求してコロンビア共和国に宣戦布告したが、ラ・マール大統領はポルテテ・デ・タルキの戦いでボリビアからコロンビアに帰国したスクレに打ち破られた後、ラ・マールはガマーラによって追放された。他方ボリビアでは、1827年にスクレが失脚してから、サンタ・クルスが実権を握っていた。この後、1829年にペルーの大統領になったガマーラとボリビアの大統領になったサンタ・クルスは、互いにペルーとボリビアの合邦構想を抱き、自らがその領袖となろうとしていた。
ペルー国内の政変で失脚したガマーラはボリビアの攻略を計画したが、先手を取ったボリビアのアンドレス・デ・サンタ・クルス大統領が、ボリビア主導でのペルー・ボリビア連合構想に基づいて1836年にペルーを完全征服し、同1836年10月に北部ペルー、南部ペルー、ボリビアの三州から成るペルー・ボリビア連合の成立が宣言された。ガマーラを始めとする亡命ペルー人は独立戦争の経緯から反ペルー感情の強かったチリに亡命すると、チリ政府とアルゼンチンの実力者フアン・マヌエル・デ・ロサスの力を得て軍を動かし、ユンガイの戦いでサンタ・クルスを破ったため、1839年にこの国家連合は崩壊した。

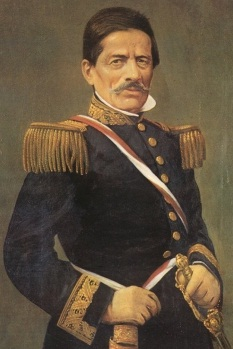
「解放者」、ラモン・カスティーリャ。ペルー・ボリビア連合崩壊後の内乱を制し、1845年から1867年までペルーに秩序を確立した。

再び独立したペルーではガマーラが大統領に就任し、1841年にペルー主導でのペルー・ボリビア連合を望んだガマーラは侵攻軍を率いてボリビアに向かったが、インガビの戦いでボリビア軍によって撃退され、ガマーラ自身も戦死した。翌1842年にプーノで両国の講和条約が結ばれ、以後両国の統一を望む運動はなくなった。ガマーラの死後ペルーは内乱状態に陥ったが、1845年にかつてアヤクーチョで戦ったラモン・カスティーリャが内乱を制して大統領に就任すると、この1845年から1867年まで事実上ペルーを支配したカスティーリャの時代に、強権によってペルーの内政は安定を迎えた。この時代にはイギリスやアメリカ合衆国を始めとする外国資本によって経済開発が進み、肥料に適していた海岸部のグアノ（海鳥の糞からなる鉱石資源）や、コスタでの綿花やサトウキビ、タラパカでの硝石が主要輸出品となってペルー経済を支え、特にグアノから生み出された富によってそれまで滞っていた公務員や軍隊への給与や外債の支払い、鉄道や電信、上下水道、港湾などインフラストラクチュアの整備、士官学校の創設や海軍の増強、盗賊の出没した街道の治安の確立などの諸事業がなされた。
1851年にはペルー史上初の自由選挙でホセ・ルフィーノ・エチェニケが大統領に就任した。1852年には民法が制定されたなど功績もあったが、エチェニケが汚職事件を引き起こしたことがスキャンダルとなったため、1854年にラモン・カスティーリャが蜂起し、カスティーリャは同年反乱の最中にインディオの貢納と奴隷制の廃止を宣言した。翌1855年にラ・パルマの戦いでカスティーリャが政府軍に勝利すると、同年第二次カスティーリャ政権が成立した。カスティーリャは1860年に立法府を凌ぐ強力な大統領権が定められた新憲法を制定し、この憲法は比較的長命な憲法となり、実に1920年まで効力を保った。他方、反乱の最中の1854年に黒人奴隷が解放されたことは、ペルーの指導層に奴隷に代わる新たな労働力を必要とさせたため、1849年に成立した移民法によってコスタのプランテーションで働く労働力として、アイルランド人移民やドイツ人移民、中国人移民が導入された。苦力（クーリー）として導入された中国人の数は1850年から1880年の間に約10万人だと推計されており、黒人に替わる新たな奴隷の如き劣悪な労働条件で労働させられた。しかし、依然として労働力は不足していたために、ペルー政府の要請を受けたアイルランド人のジョゼフ・バーンは、ポリネシアのクック諸島などの住民を奴隷として捕らえ、コスタの大農園に連行したため、これらの諸島の文化は大きく衰退することになった。また、インディオ農民に対する税はカスティーリャによって廃止されていたが、他方でそのことは大土地所有者がインディオ共有地を解体して大農園を拡大させる作用をもたらし、農民大衆の窮乏に変化はなかった。第二次カスティーリャ政権はペルー・アマゾンの開発を進め、イキートスを拠点にゴムやキニーネが生産された。

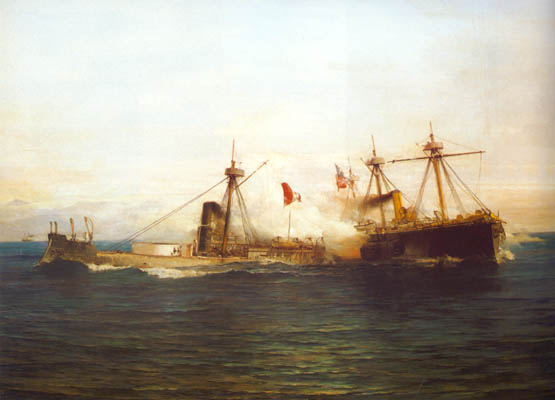
太平洋戦争におけるアンガモスの海戦。

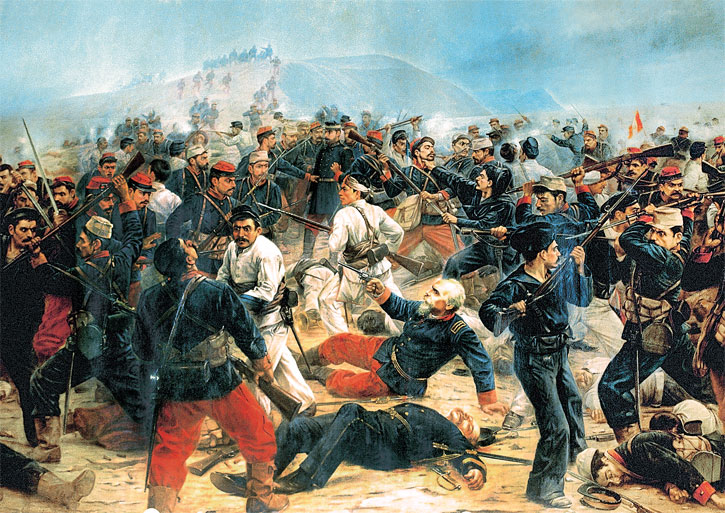
『アリカの戦い』、フアン・レピアニ画。

1863年に副大統領から昇格したフアン・アントニオ・ペセット政権の時代に、ペルーの大地主によるバスク人移民の扱いがペルーとスペインの間で外交問題となり、1865年に海軍大臣ホセ・マヌエル・バルハ率いるスペイン太平洋艦隊がチンチャ諸島を占領した。バレハはチンチャ諸島と引き換えに300万ペソをペルーが支払うことを求める屈辱的な講和条約を要求し、ペセットはこれを飲んだが、この条約は国民の怒りを招いたためにペセットは失脚し、主戦派のマリアーノ・イグナシオ・プラードが大統領に就任した。プラードは1866年にスペインに宣戦布告し、チリ、エクアドル、ボリビアと同盟を結び、侵攻してきたスペイン軍に対してペルー軍は5月2日のカヤオの戦いで勝利し、スペイン軍は撤退し、以降ラテンアメリカの主権に脅威を及ぼすことはなくなった。スペインがペルーの独立を認めたのは1879年のことであった。
1868年に就任したホセ・バルタ大統領はグアノ利権によって鉄道の建設を進めた。1872年にペルー初の政党だった文民党からマヌエル・パルドが、文民として初めて大統領に就任した。パルド政権下ではグアノの枯渇が始まっており、財源の不足からパルド政権はアルゼンチンと同盟を、ボリビアと秘密同盟を結んだ上で軍の予算を1/4に減らす大軍縮を行ったが、この措置はペルーにとって命取りとなった。
1876年に再び大統領に就任したマリアーノ・イグナシオ・プラードは難題に直面した。前政権の大軍縮やグアノ経済の悪化の中で、既に財政破綻が迫っていたのである。さらに、それまでチリとボリビア両国間ではアントファガスタの硝石鉱山を巡って対立が生じていたが、ペルーはボリビアとの秘密同盟を結んでいたために、1879年4月3日に同盟国ボリビアと共にチリに宣戦布告され、太平洋戦争が勃発した。ペルー海軍は5月21日のイキケの海戦で新鋭艦のインデペンデンシアを失いながらもミゲル・グラウ提督はワスカルを駆って神出鬼没の海上ゲリラ戦を繰り広げたが、10月8日のアンガモスの海戦でグラウが戦死し、ワスカルが拿捕されるとペルーは制海権を失い、大勢は決した。戦線は陸上に移行したが、制海権を失った状態でのアタカマの砂漠地帯の補給は叶わず、1880年5月にはタクナが陥落し、ボリビアが戦線から離脱した。続くアリカの戦いでもフランシスコ・ボログネシ将軍に率いられたペルー兵は勇戦したものの敗北し、ボログネシ自身も戦死した後、1880年中にアタカマの係争地はチリ軍によって占領された。1881年1月に25,000人の兵力でリマ近郊に上陸したチリ軍は、ミラフローレスの戦いでペルー軍を破り、首都リマは陥落した。リマ陥落後ペルーは政治的に分裂して各地に3人の大統領が生まれたが、混乱を制してカハマルカで権力を掌握したミゲル・デ・イグレシアス大統領によって1883年10月23日にアンコン条約が結ばれ、ペルーはチリにタラパカを割譲し、アリカ、タクナをチリ管理下にした後住民投票で帰属を決定することとなった。戦争はペルー・ボリビア同盟の完敗で終わった。
文化面ではこの頃、フランスの文化が導入され、1880年代からはリマ市もフランス風に改造された。一方庶民の世界ではレオン・アングラン、ヨハン・モリッツ・ルゲンダス、パンチョ・フィエロなどの画家や、『ペルー伝説集』を残した文学者のリカルド・パルマなどが活躍し、この時期にリマでは支配階級から距離を置いた大衆の文化としてのクリオーリョ文化が育った。

## 敗戦後の再建と貴族共和制

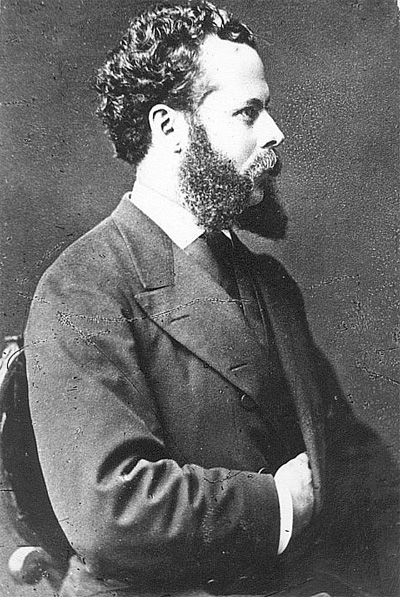
ペルーに於ける「貴族主義的共和国」を演出したニコラス・デ・ピエロラ。

太平洋戦争敗戦後、イグレシアス将軍は大統領を続けたが、1886年にタラパカの英雄ことアンドレス・カセレス大佐が政権を握った。カセレス政権はカウディーリョの挑戦と5,000万ポンドに上った対外債務の処理を対応したが、カセレスは強権政治と、1887年に締結されたグレイス条約によって、ペルーの持つ権益をほぼ全てイギリスのペルー会社に売却し、この危機に対処した。国家の収入源のほぼ全てがイギリスに売り渡されたこの条約は屈辱的なものではあったが、ペルー経済は底を打った後に再び回復の軌道に乗った。また、敗戦をきっかけに、マヌエル・ゴンサーレス・プラーダのようにそれまで全く省みられることのなかったシエラのインディオの文化に、ペルー性を求める言説が生まれたことも注目に値する。カセレスは大統領を辞任した後も部下のモラレス・ベルムーデスを大統領に据え、政治の実権を握っていたが、1895年にクーデターで文民のニコラス・デ・ピエロラが政権を握ると、歴史家によって「貴族主義的共和国」と呼ばれる時代が幕を開けた。ピエロラ時代からそれまでの自由放任経済体制に代わり開発省による国家主導の開発政策が実施されてペルーの工業化が始まり、地方自治の拡大、公正な選挙の実施、フランス流の軍制改革などがなされた。カセレスとピエロラの時代には破産寸前だったペルーを生き返すために、外国資本に頼った経済開発が進められ、セロ・デ・パスコ銅山の銅にはアメリカ合衆国資本、油田にはイギリス資本、コスタの砂糖や綿花のプランテーションには移民資本が投下された。砂糖は新たなペルーの外貨収入源となり、1878年には砂糖輸出額が約1,000万ドルに達し、ペルーは20世紀初頭までキューバと並んで世界有数の砂糖輸出国となった。
ピエロラが残した文民政治はその後も続き、1904年の選挙では民生党からホセ・パルドが大統領に就任したが、他方でこの頃から外資主導の経済開発の中に労働運動が頭をもたげた。1908年には寡頭支配層の分裂の間隙をぬってパルド政権の蔵相だったアウグスト・レギーアが民生党から政権に就き、レギーアはこれから20年に渡り権力を掌握することになる。1912年に成立した民主党のギジェルモ・ビイングルスト政権は、8時間労働法などの労働者や農民の権利を保護するための法案を複数通過させたが、そのような姿勢が議会と対立したために、1914年2月4日に議会の要請によってオスカル・ベナビデス参謀総長がクーデターを起こしてビイングルストを追放した。臨時大統領に就任したベナビデスは第一次世界大戦に中立を表明した後、選挙を経て1915年8月にホセ・パルドが大統領に就任した。パルド政権期にはロシア革命の影響から他のラテンアメリカ諸国と同様にアナルコ・サンディカリスム系列の労働運動が激化し、アルゼンチンのコルドバ大学の改革運動に影響を受けた学生運動も高揚した。
文化面では、思想的にオーギュスト・コントの実証主義と、ウルグアイのホセ・エンリケ・ロドーのアリエル主義の影響が強かった。科学と資本主義を擁護する実証主義の流れは太平洋戦争敗戦後の1880年代に新実証主義となり、新実証主義はペルーに社会学を導入したカルロス・ソリン、移民によるペルーの人種の白人化を主張したハビエル・プラード、資本主義を批判したホアキン・カペーロ、さらには後のインディヘニスモの先駆となる最も異端的なマヌエル・ゴンサレス・プラダなど、サン・マルコス大学の知識人によって発達させられ、現実政治の中ではピエロラ政権のイデオロギーともなった。一方、物質主義と功利主義を批判し、精神主義を主張したアリエル主義は、インカとスペインの混血性にペルーの美徳を見出すメスティサヘを提唱したホセ・デ・ラ・リバ・アグエロや、ビクトル・アンドレス・ベラウンデ、ガルシア・カルデロンといった人物を生み出し、サン・マルコス大学に並ぶ最高学府であるペルー・カトリック大学(1917)は、アリエル主義者のカルロス・アレナス・イ・ロアイサによって設立されたものであった。

## オンセニオ(1919年-1930年)

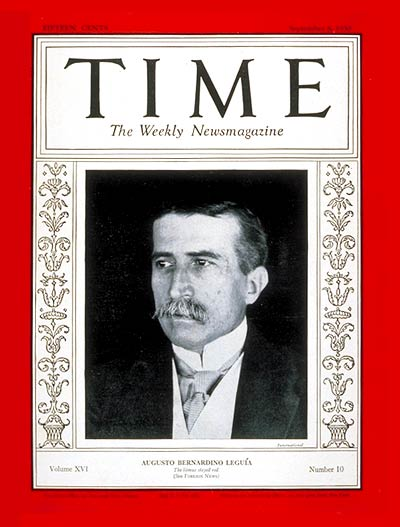
オンセニオを演出したアウグスト・レギーア大統領。

1918年のサン・マルコス大学の学生運動のようにペルーでも階級闘争が激化していたことを背景に、1919年の大統領選挙では社会改革を掲げたアウグスト・レギーアが圧勝し、正式に大統領に就任する前にパルドを追放、議会を解散して1920年1月に初等教育の無償化や累進課税、医療の拡充、先住民への教育の普及と同化政策を定めた、当時としては進歩的な1920年憲法を制定した。好調な経済と軍部の力を背景に1919年から1930年まで続いた第二次レギーア政権の11年は「オンセニオ」と呼ばれる。

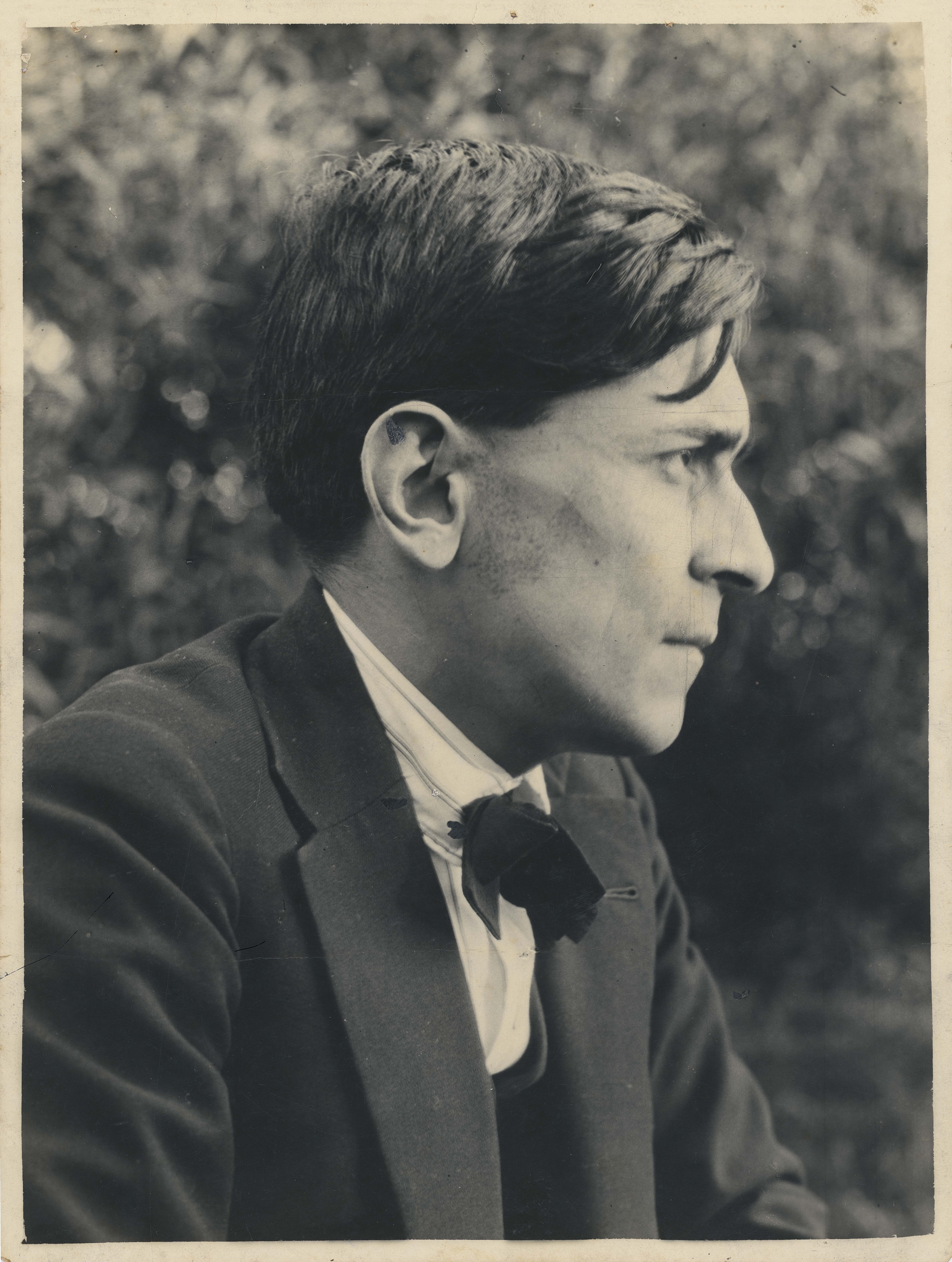
ラテンアメリカを代表するマルクス主義思想家、ホセ・カルロス・マリアテギ。

レギーアは弱体化していた既成政党を操作しながら政治を意のままにし、鉱業や農業の成功を背景に経済が安定したこともあって、オンセニオ期には借款を用いて道路や鉄道、小学校の建設などの公共事業が興された。この時期に第一次世界大戦によって衰退したイギリスに代わって、アメリカ合衆国がペルー第一の投資元となった。外交面ではアメリカ合衆国との友好を確立することでの領土問題の解決が図られた。北部では1922年にサロモン・ロサノ条約が調印され、プトゥマヨ川がコロンビア・ペルーの国境に定められてコロンビアのレティシア領有を認め、南部では1929年にチリからタクナが返還されたが、アリカの返還は行われず、ペルー国民に強い不満を生じさせた。1929年に発生した世界恐慌によってペルー経済が壊滅状態に陥ると、アレキパの連隊長だったルイス・ミゲル・サンチェス・セロ中佐が蜂起し、レギーアは失脚した。
文化面では、サン・マルコス大学の学生運動が社会的に大きな影響を持っていたためレギーアはしばしばサン・マルコス大学を閉鎖し、ハビエル・プラードやリバ・アグエロのような知識人が大学を追われた結果、大学そのものが学問の場から学生活動家による政治活動実践の場に変質してしまった。サン・マルコス大学の学生活動からは、活動家だったビクトル・ラウル・アヤ・デ・ラ・トーレが1924年に亡命先のメキシコ市でアメリカ革命人民同盟（APRA）を創設している。APRAは当初マルクス主義的な立場からの運動だったが、APRAの反帝国主義はソ連のそれとはまた別物であり、1927年に思想上の差異からコミンテルンと絶縁したために、1928年に『ペルーの現実理解のための七試論』(1928)の著者ホセ・カルロス・マリアテギによって、国際共産主義運動の立場からペルー社会党が創設された。しかし、マリアテギもまた独自色が強すぎたために1929年にコミンテルンから否定され、マリアテギ自身が1930年に病没するとペルー社会党はコミンテルンに従ってペルー共産党に改名し、以後の急進左翼運動の主導権はAPRAによって担われることになった。アヤ・デ・ラ・トーレもマリアテギも、共に社会主義をペルーのインディヘニスモとの関わりの中で解釈した思想家であり、彼ら以後は文学に於いてもシロ・アレグリアやホセ・マリア・アルゲダスのような、インディヘニスモ的な作家が現れた。また、オンセニオ期にはサッカーが大衆化し、全土に普及した。

## APRAと軍部

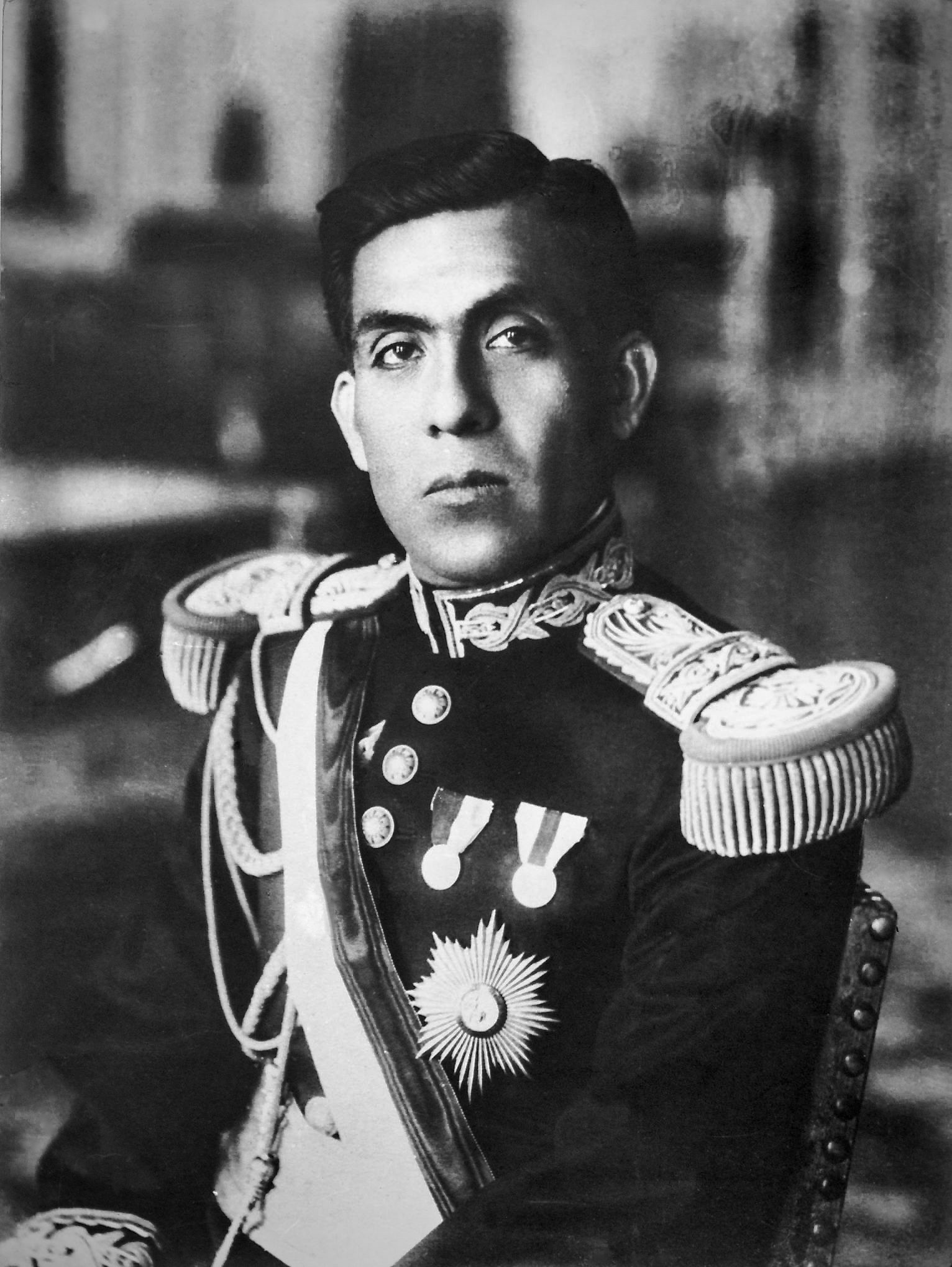
クーデター軍人、ルイス・ミゲル・サンチェス・セロ。寡頭支配層の代理人としてポピュリズムに訴え、APRAと対抗した

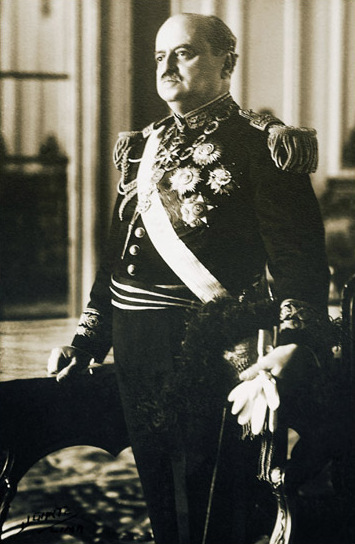
政界の黒幕、オスカル・ベナビデス。

世界恐慌後、輸出依存型の経済構造が破綻し、労働人口の1/4が失業するほどの経済的打撃を受けたペルーの政局は、急激に不安定化した。1931年の大統領選挙はAPRAのアヤ・デ・ラ・トーレと、レギーアを打倒したサンチェス・セロの一騎討ちとなり、両者共に大衆動員を図ったが、結果的にはセロが勝利することになった。アヤ・デ・ラ・トーレはこの結果を認めず、不正選挙によるものだと主張したため、大統領となったサンチェス・セロはAPRAを弾圧しながら新憲法を作成したが、これを受けてAPRA党員によるサンチェス・セロ暗殺未遂事件が発生し、同時期に政府によるアヤ・デ・ラ・トーレに対する逮捕状が発行された。先手を打ったAPRAは1932年7月に本拠地のトルヒーヨ市で武装蜂起し、軍人約60人を処刑したが、この事件は軍部の深い怒りを招き、軍部はすぐさま7月7日にチャン・チャン遺跡で1,000人のAPRA党員を虐殺する報復に及んだ。この事件以降軍部とAPRAは互いに深い憎悪を抱いて対立するようになった。
サンチェス・セロ大統領は、1932年にペルー人の過激派から始まったレティシア占領運動に乗じてサロモン・ロサーノ条約を否定し、コロンビアからレティシアを奪うためにコロンビア・ペルー戦争を引き起こしたが、コロンビアとの戦争に赴く兵士を閲兵している最中にAPRA党員の青年によってサンチェス・セロは暗殺され、4時間後にペルー議会はオスカル・ベナビデス将軍を臨時大統領に選んだ。ベナビデスはコロンビアとの戦争を収め、アヤ・デ・ラ・トーレを釈放するなどAPRAとの協調を図ったが、APRAは妥協しなかったため、APRAによるテロリズムはその後も続き、ベナビデスもAPRAとの対決を選んだ。ベナビデスの任期が終わる1936年の選挙でAPRAが支持する左派が勝利しかけると、ベナビデスは選挙を無効化して任期を三年間延長し、経済の好転も手伝って1939年までの任期を無事に終えた。ベナビデス時代には世界恐慌の影響により輸入代替工業化が進み、社会面ではレギーア時代の延長となる道路の建設や既製の道路の舗装が進み、水道の敷設や年金の整備など社会保障も拡充された。
ベナビデスの任期が終わった後、1939年にマヌエル・プラード（マリアーノ・プラードの息子）が大統領に就任した。プラードは連合国側で第二次世界大戦に参戦し、敵性国民となった日系ペルー人は弾圧された。既に1940年5月13日にはリマで大規模な排日暴動が起きていたが、太平洋戦争が始まると1,800人の日本人がアメリカ合衆国の強制収容所に連行されたのである。ペルーは直接第二次世界大戦に兵を送らなかったが、1941年7月5日からエクアドルと国境紛争を行い、エクアドル軍に勝利した後、アメリカ合衆国やラテンアメリカ諸国の支持の下に係争地のうちの25万km²を翌1942年のリオデジャネイロ議定書で獲得したが、このことはその後のエクアドルとの関係に強い緊張を生むことになった。
1945年の選挙ではベナビデスとAPRAの間で密約が結ばれ、APRAは合法化と引き換えにベナビデスの推すホセ・ルイス・ブスタマンテに投票することを約束した。これによりブスタマンテ政権が誕生し、合法化されたAPRAは議会で単独過半数を獲得した。ブスタマンテ期にはインフレーションが進行していたため、歳入を増やすためにスタンダード・オイルの子会社の International Petroleum Company (IPC) に石油の採掘権が付与された。ベナビデスが死去すると、徐々にAPRAの急進派が武装闘争を再び掲げ、1948年10月3日のAPRA党急進派と海軍の一部によるクーデターが起きた。このクーデターは鎮圧され、APRAは再び非合法化されて10月29日に軍事クーデターによってブスタマンテ政権は崩壊し、マヌエル・オドリーア将軍が政権に就いた。オドリーアはアルゼンチンのフアン・ペロンのような、貧困層の支持を受けて労働政策や福祉政策を実現するという政治スタイルを採ったが、実際には公共事業などはほとんど成果を出さず、経済が低迷する中、1956年の選挙で第二次マヌエル・プラード政権が誕生した。この選挙に際してAPRAは合法化を条件にプラードを支持し、以降APRAはブルジョワジーと同盟してペルーの寡頭支配層の側に回った。APRAの保守政党化の影響は大きく、保守支配層との協調を嫌った党内左派は分離し、フェルナンド・ベラウンデ・テリーの人民行動党、キリスト教民主党、革新的社会運動など、新たな左派政党が分立した。マヌエル・プラード政権下ではペドロ・ベルトラン首相によって本格的な輸入代替工業化政策が進められたが、この措置は多国籍企業のペルー経済への進出を顕著なものとした。またこの時期にシエラの伝統的な農村共同体が解体される中で、シエラではラ・コンベシオンを中心にウーゴ・ブランコらによる新たな農民運動が組織され、コスタにはシエラからの人口流入が続いた。このような情勢の中で、プラードは経済運営に余り良いところのないまま、1962年の選挙を迎える事になった。
1962年には、同年行われた大統領選挙において発覚したAPRAによる選挙不正に抗議するために軍事クーデターが勃発し、任期終了の直前にプラード大統領は追放された。ペレス・ゴドイ将軍を首班としたクーデター政権は、当時高揚していたウーゴ・ブランコの指導する農民運動に対応するための農地改革法を施行した。現在、ペルーではこのクーデターがペルー史の一大転換点であったとされている。
選挙監視内閣だった軍事政権は1963年の選挙が終わり、軍部及びキリスト教民主党と結んだ人民行動党のベラウンデ・テリーが、アヤ・デ・ラ・トーレとオドリーアに勝利すると解散した。穏健的改良主義者を自認していたベラウンデは軍部や「進歩のための同盟」の意向を反映して1964年に農地改革法案を通過させたものの、ベラウンデの農地改革は抜本的な社会改革から程遠いものとなり、外資主導の工業開発政策も1967年頃には失敗して破綻を迎えつつあった。さらに、ベラウンデ政権下ではキューバ革命の影響を受けたルイス・デ・ラ・プエンテの左翼革命運動(MIR)のようなゲリラが蜂起し、8,000人の農民の死亡を伴った軍による鎮圧作戦は、軍内部の将校に文民政権への深い失望をもたらした。こうして既にベラウンデは農村問題で躓いていたが、ペルー政府が1億4,400万ドルに及ぶIPCの債務を帳消しにすることが認められたタララ協定で、原油の売買価格の記載された協定文書のページが「紛失」してしまったことが発覚すると、この「失われた11ページ事件」は大スキャンダルとなって国民の強い不満を引き起こした。

## ペルー革命(1968年-1980年)

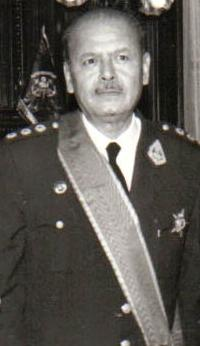
ベラスコ将軍。

かかる状況下で1968年10月3日、フアン・ベラスコ・アルバラード将軍による軍事クーデターによりベラウンデは追放され、軍事革命政権の成立が宣言された。軍事革命政権は10月9日にスキャンダルとなっていたタララ協定の無効化を宣言し、IPCを国有化した。この軍事革命は完全に文民の参加を廃した点に特色があり、立法府の役割は全面的に軍に移行され、軍事政権に任命された若手の法曹によって腐敗した司法の改革がなされた。ペルー革命の始まりだった。
こうしてクーデターを起こしたベラスコ将軍は、これまでの政権とは180度立場を変えて反米と自主独立を旗印に「ペルー革命」を推進することを約束し、「資本主義でもなく、また共産主義でもない人間的な社会主義」を目指してユーゴスラビアを一つのモデルに新体制の模索が進んだ。外交面ではそれまでアメリカ合衆国一辺倒だった外交が、第三世界を中心に多角化され、1969年のアンデス共同市場の形成を皮切りに、チリのアジェンデ人民連合政権といったラテンアメリカ域内の左派政権との関係改善が行われ、同時期にチリで似たような改革を進めていたアジェンデ大統領は、ベラスコを「同志」と呼んだ。1969年2月にはソ連と、1971年に中華人民共和国と、1972年にはキューバと国交を結び、1973年からは非同盟運動にも参加した。国防組織の対米依存を減らすために兵器輸入を中心にソ連との関係は特に深まり、日本やドイツとの交流が深まるのもこの頃である。ベラスコ体制は、アンデス諸国の革新的軍事政権や、パナマのオマール・トリホス政権にモデルを提示した。
この革命政権において農地改革は大きな柱の一つであり、それまでの農地改革とは比較にならないような徹底した改革が推進された。貧しい生まれだったベラスコ将軍はかつてトゥパク・アマルー2世が掲げた標語を再び掲げ、コスタの大農園は次々に解体されて多くの土地が小作人に分与され、「44家族」と呼ばれていたペルーの地主寡頭支配層はここに解体された。また、アメリカ合衆国からの経済独立を目指した企業の国有化政策により輸入代替工業化が更に進められた。当時リマのスラムはシエラからの人口移動で人口700万人の巨大都市に大拡大していたが、革命政権はスラムをプエブロ・ホーベン（新しい街）と呼び、住民の組織化が進んだ。また、将軍は先住民をカンペシーノ（農民）と呼ぶようにし、以後政府の文書で侮蔑的な響きのあったインディオという言葉が使われることはなくなった。
しかし、1973年にベラスコ将軍が病に倒れ、片足を切断することになると政権内での意思疎通の不和が目立つようになり、さらに同年の第一次オイルショックで経済が大打撃を受け、再び外国資本の導入を検討せざるを得ない状況になると各地で暴動や社会的混乱が噴出した。将軍の任期の最後の年にはケチュア語が公用語となったが、軍部主導で国民の広範な支持を得られなかった革命は、ポプリスモ的な分配による対外債務の増加、軍部とAPRA系の労組との衝突や、人民の組織化の失敗、さらには1973年9月11日のチリ・クーデターによって成立したアウグスト・ピノチェト政権が革命政権を敵視してチリとの戦争が現実味を帯びたことを始めとして、ボリビア、アルゼンチン、ブラジルといった周辺国の官僚主義的権威主義体制との軋轢などもある中で、最終的に1975年のベラスコ将軍の失脚をもって失敗が明らかになった。
1975年8月23日、軍部内右派と左派の妥協により、軍内中道派（制度派）のモラレス・ベルムデスが大統領となった。モラレスは「革命の第二段階」を称していたが、1976年5月には事実上のIMF管理下に置かれるなど改革からの後退が続き、1977年2月にはインカ計画に続いてトゥパク・アマルー計画が発表されたが、この計画の内容は革命の凍結を図るというものだった。国民の反軍感情の高まりの中、軍は名誉ある撤退を掲げて政権を文民に移行するために1978年6月に制憲議会が開かれ、軍部とAPRAの歴史的な和解の中で、非識字層に投票権を認めた1979年憲法が制定された。1980年には選挙によって民政移管し、再び人民行動党のフェルナンド・ベラウンデ・テリーが大統領に就任した。

## 民政移管とペルー内戦(1980年- )

毛派ゲリラ、センデロ・ルミノソの党旗。

第二次ベラウンデ・テリー政権は当初民主化の象徴として国民的な期待を背負って誕生したが、しかし、災害や深刻な経済危機で政権運営は多難を極め、ベラスコ時代の地主支配層解体後の農村部における権力の真空状態を背景に、1980年に毛沢東主義のセンデロ・ルミノソが農村部に、1984年にはキューバ派のトゥパク・アマルー革命運動(MRTA)が都市部にと、左翼ゲリラが徐々に勢力を伸ばした。
1985年に当時35歳だったアラン・ガルシア大統領を首班とするAPRA政権が発足し、APRAは結成以来ようやく61年目にして初めて政権を握った。ガルシアは国民の支持を背景に民族主義を掲げ、外交ではIMFへの債務の繰り延べなどの強硬な路線をとる一方で、内政では貧困層の救済に尽力したが、1987年にはこのようなポプリスモ経済政策は行き詰まり、経済の縮小、ハイパー・インフレーションの発生、治安悪化が大問題となり、国民の支持と行政力を失って退陣した。1990年当時にはセンデロ・ルミノソはアヤクーチョを中心拠点にシエラの大部分を占領し、パンアメリカンハイウェイや主要幹線道路までがセンデロ・ルミノソに押さえられてリマは包囲され、センデロ・ルミノソによる革命が間近に迫っているかのような情況だった。
このような危機的状況下にて行われた大統領選挙では、文学者のマリオ・バルガス・リョサを破って「変革90」を率いた日系二世のアルベルト・フジモリ（フヒモリ）が勝利し、フジモリは南米初の日系大統領となった。綱領も示さないまま、既存政治勢力への失望の結果により当選した彼は、それでも「フジ・ショック」と呼ばれたショック政策によるインフレ抑制と、財政赤字の解消による経済政策を図って、新自由主義的な改革により悪化したペルー経済の改善を実現するなど素人とは思えない業績を残した。さらに、このような強権的なやり方が反発され、また議会を自らの行った改革の障害と見做すと、1992年4月5日にフジモリはアウトゴルペを実施して議会を解散し、憲法を停止して非常国家再建政府を樹立した。このようにして確立した権力を最大限に活用してMRTAの指導者ビクトル・ポライとセンデロ・ルミノソの指導者アビマエル・グスマンを逮捕し、組織を壊滅状態に追いやるなど治安回復に大きな成果を挙げたが、この自主クーデターは、アメリカ合衆国やヨーロッパ諸国から「非民主的」と非難されたため、それを受けて同年11月には憲法制定議会の選挙を行い、一院制、大統領権の強化を盛り込んだ1993年憲法を国民投票で発布にこぎつけ、内外の非難をかわした。フジモリは1995年の選挙で元国際連合事務総長のペレス・デ・クエヤルを破って再選された。フジモリ政権は日本との友好関係を強化し、日本はこの時期にペルーへの最大の援助国となったが、このことは1996年にトゥパク・アマルー革命運動による日本大使公邸占拠事件発生の要因となった。この事件は特殊部隊の出動によって犯人側の全員射殺という結果で幕を閉じたが、この事件を境にフジモリは徐々に権威的な様相を見せ始め、政治の司法、マスコミへの介入が進んでいった。また、こうした中で、1998年にはエクアドルとの国境紛争に勝利し、両国の間で長年の問題となっていた国境線を確定した。2000年にはフジモリは強引なやり方で三選を果たしたが、徐々に独裁的になっていった政権に対する国民の反対運動の高まりや、汚職への批判を受け、11月21日に訪問先の日本から大統領職を辞職した。フジモリの失脚後、顧問のブラディミロ・モンテシノスに行わせていた買収工作や諜報機関の存在が明らかになり、フジモリ政権はペルー史上最大の腐敗政権として幕を閉じた。
2001年の選挙により、「可能なペルー」から先住民（チョロ）初の大統領、アレハンドロ・トレドが就任した。親米政策を堅持し、貧困の一掃と雇用創出、政治腐敗の追及を公約とした政権は、しかし経済政策は成果を上げることはできず、国民の支持は2002年の8月には16%にまで低下した。左翼ゲリラによるテロ活動も復活し治安は悪化している。このため国内では貧困層を中心にフジモリ待望論が広がっており、国民の3割がフジモリを支持しているとされる。これに危機感を抱いたトレド政権はフジモリ大統領を引き渡すよう日本政府に要請しているが、日本政府は引き渡しを拒否し続けているため、ダビッド・ワイスマン 副大統領ら強硬派は日本との国交断絶を主張した。2005年11月、トレドはアジア太平洋経済協力首脳会議を利用して日本の小泉首相に首脳会談を申し入れた。しかし、小泉は日程を理由に断った。

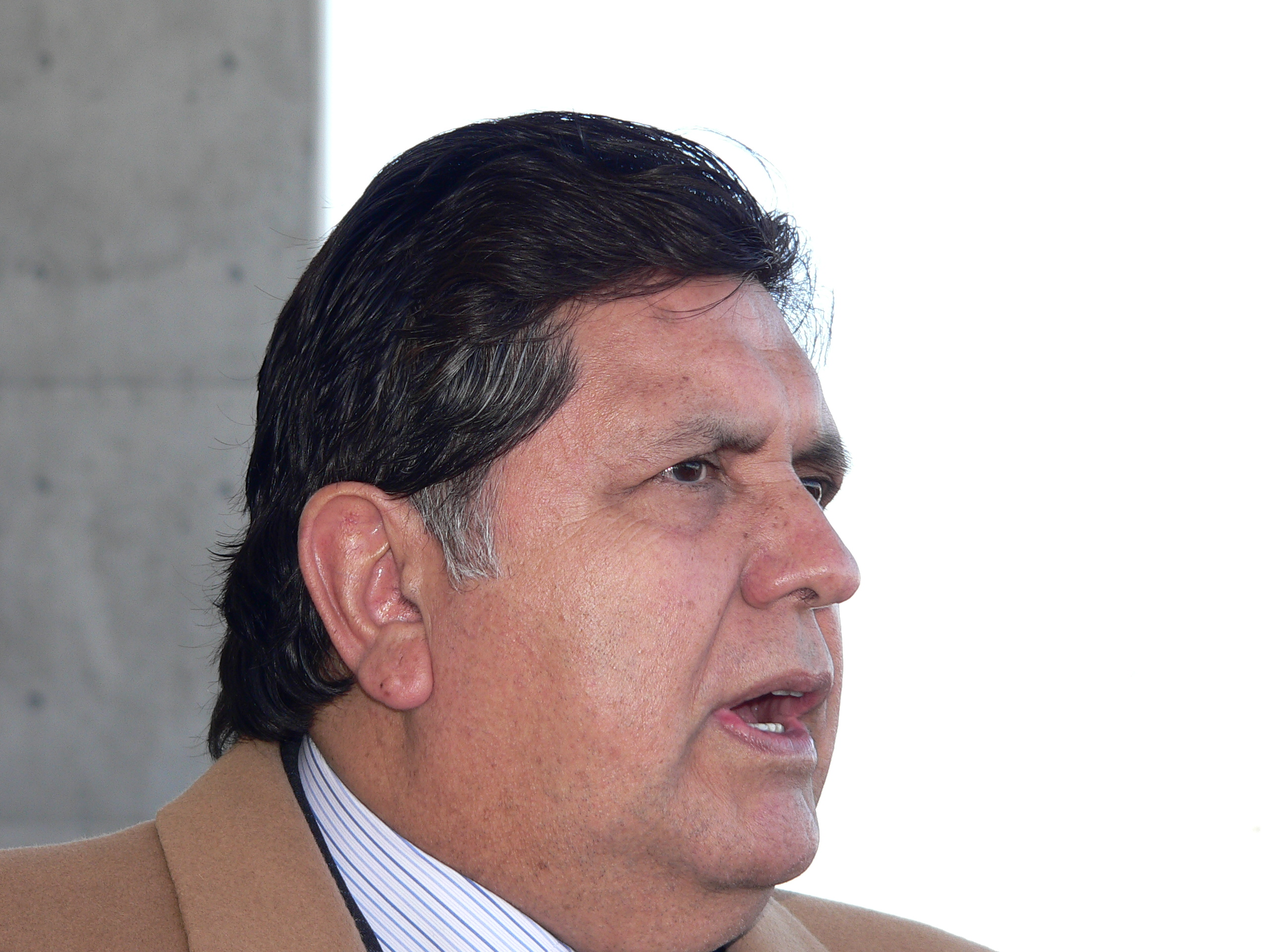
2006年に再選したアラン・ガルシア。

2006年の選挙により、アメリカ革命人民同盟（APRA、アプラ）から再びアラン・ガルシアが大統領に就任した。7月28日、フジモリ元大統領の長女ケイコら新議員等を前に就任演説で、人口の半数を占める貧困層の生活水準向上に全力で取り組む考えを示した。また、行政機関の根深い汚職体質にメスを入れ、地方分権に積極的に取り組む方針を打ち出した。1985年、36歳で大統領に就任したガルシアは腐敗一掃の期待を集めた。しかし、所属政党のAPRA関係者で政府の要職を独占したため、汚職は逆に悪化。さらに、経済・治安政策で失敗を繰り返し、国家を破綻に追い込んだ。その反省に立ち、今回の内閣では、APRA党員の起用を閣僚16名中6名にとどめた。

## 脚註

### 註釈
1. ↑  最初期のペルー副王領は現在のペルーのみならず、ポルトガル領ブラジル以外のパナマより南の南アメリカ全体を統括していた[16]。
2. ↑  ドビンズの推計値は増田、柳田(1999:13)からの孫引きであることを明記しておく。
3. ↑  皮肉にも彼の子孫のエルネスト・ゲバラ・デ・ラ・セルナは、彼とは異なり20世紀後半のラテンアメリカの革命闘争に従事した。
4. ↑  日本とペルーが1873年に国交を結ぶきっかけとなったマリア・ルス号事件は、この過程で発生した事件であった[72]。
5. ↑  オンセ=onceはスペイン語で11を意味する。
6. ↑  この面積に関しては20万km²と主張している資料も存在する[124]。